# Enllaç C-Ru
Els compostos d'organoruteni (o compostos orgànics del ruteni) són compostos químics que contenen un enllaç químic entre carboni (C) i ruteni (Ru) (enllaç C-Ru).
La química de l'organoruteni és la ciència corresponent que explora les propietats, l'estructura i la reactivitat d'aquests compostos. Diversos catalitzadors d'organoruteni són d'interès comercial, i s'han considerat compostos d'organoruteni per a la teràpia del càncer.

Catalitzador de Grubbs de primera generació
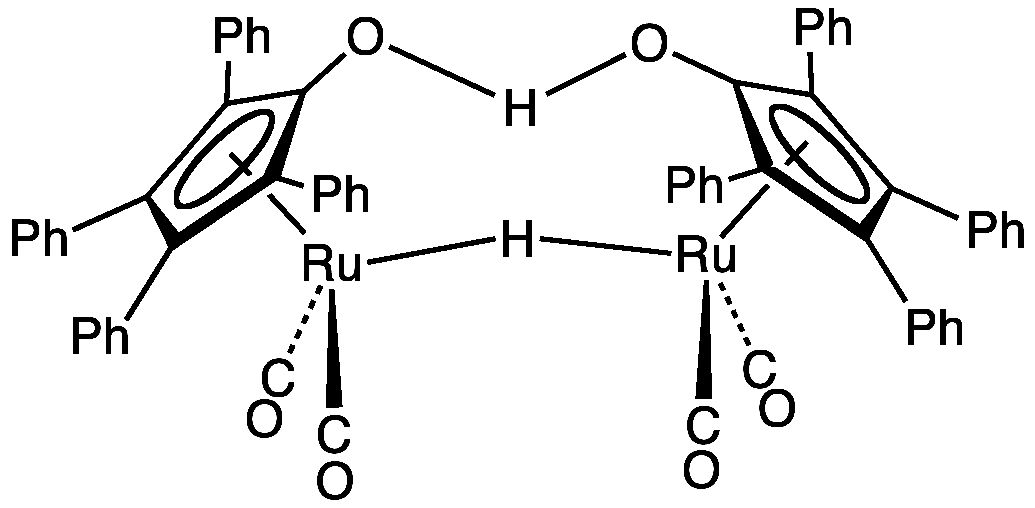
Catalitzador de Shvo

La química té algunes similituds estequiomètriques amb la química de l'organoferro, ja que el ferro es troba directament per sobre del ruteni al grup 8 de la taula periòdica. Els reactius més importants per a la introducció de ruteni són el clorur de ruteni(III) (RuCl₃), i el dodecacarbonil de triruteni (Ru₃(CO)₁₂).

Dodecacarbonil de triruteni
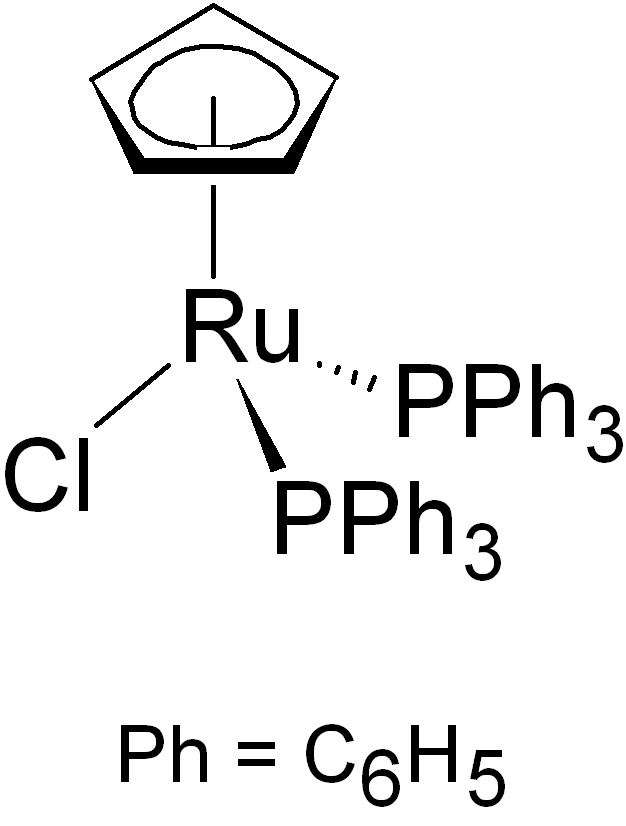
Cloro(ciclopentadienil)bis(trifenilfosfí)ruteni

En els seus compostos organometàl·lics, se sap que el ruteni adopta estats d'oxidació des de -2 ([Ru(CO)₄]2−) fins a +6 ([RuN(Me)4]−). Els més comuns són els que estan en estat d'oxidació +2.

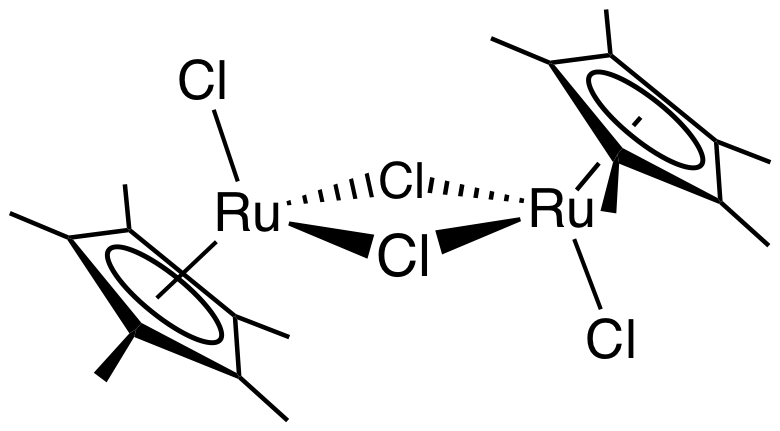
Dímer de diclorur de pentametilciclopentadienil ruteni
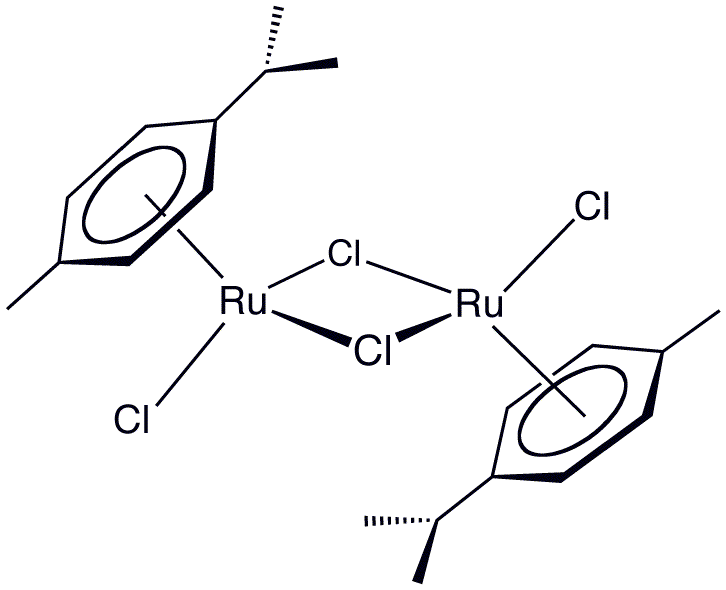
Dímer de diclorur de (cimen)ruteni

## Lligands
Igual que amb altres metalls de transició, el ruteni s'uneix més favorablement amb lligands tous. Els lligands més importants del ruteni són:
- halurs, especialment clorur.

- fosfines, especialment trifenilfosfina.

- carbens N-heterocíclics (NHC).

- lligands de ciclopentadienil.

- diversos arens i diens.

- monòxid de carboni.

- hidrurs, sobretot en el catalitzador de Shvo.

- carbens metàl·lics, sobretot en el catalitzador de Grubbs.

### Lligands de fosfina
Tot i que els lligands de fosfina monodentats com la trifenilfosfina i la triciclohexilfosfina són els més comuns, els lligands de fosfina bidentats també poden ser útils en compostos d'organoruteni. En particular, BINAP és un lligand asimètric útil per a molts catalitzadors de ruteni asimètrics.

### Lligands de carbè N-heterocíclics
Els lligands de carbè N-heterocíclics (NHC) s'han tornat molt comuns en els complexos d'organoruteni.
Els lligands NHC es poden preparar amb paràmetres estèrics i electrònics precisos, i poden ser quirals per utilitzar-los en catàlisi asimètrica. Els NHC, com a lligands de tipus L que donen força, s'utilitzen sovint per substituir els lligands de fosfina. Un exemple notable és el catalitzador de Grubbs de segona generació, en què una fosfina del catalitzador de primera generació es substitueix per un NHC.

### Lligands de ciclopentadienil
El compost original rutenocè no és reactiu perquè està saturat coordinadament i no conté grups reactius. El catalitzador de Shvo ([Ph₄(η5-C₄CO)]₂H]}Ru₂(CO)₄(μ-H)) també està saturat coordinadament, però presenta grups reactius OH i RuH que li permeten funcionar en la hidrogenació per transferència. S'utilitza en la hidrogenació d'aldehids, cetones, mitjançant hidrogenació per transferència, en la desproporció d'aldehids a èsters i en la isomerització d'alcohols al·lílics.
El cloro(ciclopentadienil)bis(trifenilfosfina)ruteni té un grup clor reactiu, que és fàcilment substituït per substrats orgànics.

### Lligands d'arè i alquè

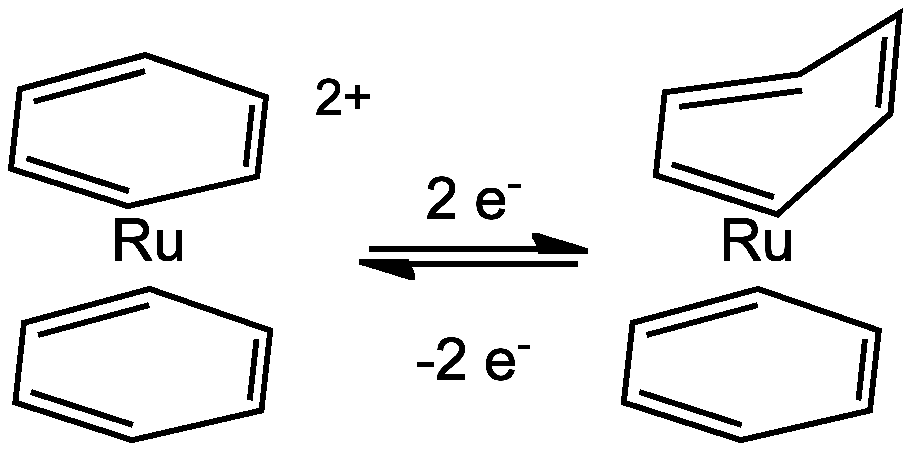
Redox de Ru(C₆H₆)₂

Un exemple de complex Ru-aè és el dímer de diclorur de (cimen)ruteni, que és el precursor d'un catalitzador versàtil per a la hidrogenació per transferència. L'acenaftilè forma un catalitzador útil derivat del dodecacarbonil de triruteni. L'hapticitat del lligand hexametilbenzè a Ru(C₆Me₆)₂ depèn de l'estat d'oxidació del centre metàl·lic; el compost Ru(COD)(COT) és capaç de dimeritzar el norbornadiè:

Dimerització del norbornadiè

S'han investigat complexos d'organo-ruteni multinuclears per tenir propietats anticanceroses. Els compostos estudiats inclouen complexos di-, tri- i tetranuclears i tetra-, hexa- i octagàbies.

### Carbonils
El carbonil de ruteni principal és el dodecacarbonil de triruteni, Ru₃(CO)₁₂. Els anàlegs dels reactius populars Fe(CO)₅ i Fe₂(CO)9 no són gaire útils. El pentacarbonil de ruteni es descarbonila fàcilment:
Ru₃(CO)₁₂ + 3 CO {\displaystyle {\overrightarrow {\leftarrow }}} 3 Ru(CO)₅
La carbonilació del triclorur de ruteni dona una sèrie de clorocarbonils Ru(II). Aquests en són els precursors de Ru₃(CO)₁₂.

## Compostos d'organoosmi
En el mateix grup 8 de la taula periòdica, l'osmi (Os) s'assembla al ruteni en els seus complexos. Com que Os és més car que Ru, la química està menys desenvolupada i té menys aplicacions. Per descomptat, el cost del catalitzador es compensa si els números de facturació són alts. Així, el tetròxid d'osmi és un agent oxidant important en química orgànica, especialment en la conversió d'alquens a 1,2-diols.
Els orbitals 5d en l'Os tenen més energia que els orbitals 4d en el Ru. Així, l'enllaç π als alquens i al CO és més fort per als compostos Os, la qual cosa condueix a derivats orgànics més estables. Aquest efecte s'il·lustra amb l'estabilitat dels derivats d'alquen del tipus [Os(NH₃)₅(alquè)]2+ o [Os(NH₃)₅(arè)]2+ com a l'exemple següent.

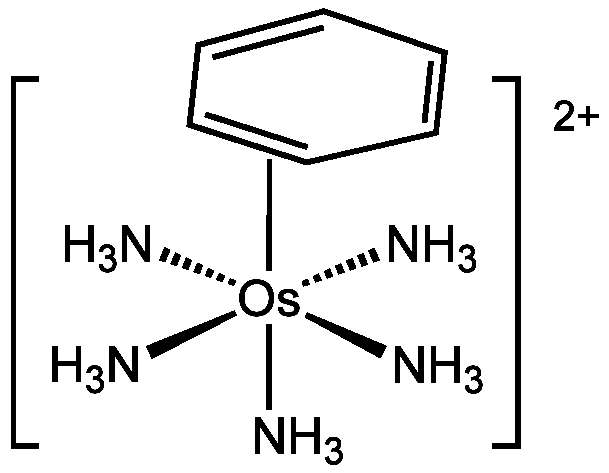
OsA5(eta-2-benzè)

Compostos importants, almenys per als estudis acadèmics, són els carbonils com el dodecacarbonil de triosmi i el decacarbonildihidridotriosmi. Els complexos de fosfina són anàlegs als del ruteni, però els derivats d'hidrur, com per exemple OsHCl(CO)(PPh₃)₃, tendeixen a ser més estables.